# 罗伯特·鲁宾
羅伯特·愛德華·魯賓(英語：Robert Edward Rubin，1938年8月29日—)是一名美國銀行家，在比爾·柯林頓時期擔任第70任美國財政部長。

## 生平
出生於紐約，魯賓在年幼時搬到佛羅里達州邁亞密海灘住居，並且在邁亞密海灘高校畢業。1960年，魯賓在哈佛大學哈佛學院獲得經濟學學士學位，並入住文司洛普宿舍。畢業後，他入讀倫敦政治經濟學院，1964年在耶魯法學院獲得法律學士學位。
魯賓在紐約市的佳利律師事務所（Cleary Gottlieb Steen & Hamilton）開展他的事業。1966年，他加入高盛的風險套匯部，并在5年後成為合夥人之一。1980年，他與民主黨員高級合伙人喬恩·科贊進入了管理層，後者成了美國參議員及新澤西州州長。1987年至1990年，他晉升為副主席及共同營運總監。1990年至1992年，魯賓與弗雷德曼擔任共同主席及共同高級合夥人。

## 柯林頓執政時期
1993年1月20日，魯賓擔任白宮的總統經濟政策助理。期間，他帶領由比爾·柯林頓成立的美國國家經濟委員會。
1995年1月10日，魯賓接替勞埃德·本特森出任美國財政部長。在魯賓任期中，把國家的赤字轉為盈餘(見魯賓經濟)

### 墨西哥財政危機
1995年1月，北美自由貿易協議簽署後一年，也是魯賓宣誓就任美國財政部長後一年，墨西哥陷入財政危機。魯賓得到聯邦儲備局局長艾倫·格林斯潘、勞倫斯·薩默斯、柯林頓的支持透過匯率穩定基金撥款200億美元來支持墨西哥政府。

## 花旗集團及後期生涯
魯賓離開了柯林頓政府便在1999年10月加入了花旗集團擔任行政人員，直到今天。2001年，他跟財政部內熟悉人士接觸後並問到是否遊說債券評級機構不把花旗集團的債務人－安然的公司債務評級調低。此事惹來很大的爭議。魯賓希望安然公司的債權人能夠貸款給有困難的公司來協助重組債務。一間龐大的能源公司倒閉會導致金融市場及能源市場很嚴重的影響。可是，財政部的官員拒絕了。國會工作人員的調查報告指出魯賓沒有做錯，但他仍然受到政敵的猛烈抨擊。
魯賓曾與維斯貝格（Jacob Weisberg）合著回憶錄－《在不確定的世界：從華爾街到華盛頓的艱難選擇》（In an Uncertain World: Tough Choices from Wall Street to Washington） (ISBN 0-375-50585-7)。
後來他跟祖蒂芙(Judith Oxenberg Rubin)結婚。她曾經在紐約市市長大衛·丁勤主政下擔任了紐約市禮賓事務專員長達4年。魯賓育現在有兩名兒子－占士及菲力。
魯賓曾為2004年美國民主黨總統候選人約翰·克里出任經濟政策顧問，並且預期克里勝出及格林斯潘退休後便會角逐聯儲局主席一職。他的份量等於在克里的經濟計畫上蓋上華爾街大亨的印鑑。
魯賓曾不知不覺談及牽涉馬里蘭州州長德瓦爾·帕特里克(Deval Patrick)的醜聞。在克林頓執政期間，帕特里克與他一起工作。帕特里克在他競逐州長前曾經進入次級抵押貸款公司Ameriquest Financial的董事局，可是該公司便很快進入財政困難。帕特里克代表著Ameriquest Financial私下與魯賓作電話聯絡，希望保證他在公司的威望。因此，帕特里克被廣泛地譴責濫用權力，這與他在2006年競選時的形象大庭相徑。這裡沒有證據顯示魯賓曾做出一些違法或不道德的事情。

## 曾擔任的職位
在他在私人企業工作的時候，他曾經出任紐約證券交易所的董事，並為福特汽車公司、哈佛學院舊生會、紐約期貨交易所、紐約市合夥計劃、國家政策中心等機構服務。他也曾為紐約康耐爾公司理事會、紐約西奈山醫學院、總統貿易談判顧問委員會、美國證券交易委員會的市場監督及金融服務顧問委員會服務，更擔任紐約市長辦公室經濟顧問。現在則擔任對外關係理事會董事局的共同主席。